# Норвезька футбольна асоціація
Норвезька футбольна асоціація (НФФ) (норв. Norges Fotballforbund; NFF) — футбольна організація Норвегії, що була заснована 30 квітня 1902 року. NFF є сьогодні найбільшою асоціацією в Норвегії. У країні 1832 зареєстрованих футбольних клуби (2007).

## Міжнародні нагороди

### Чоловіки
- Олімпійські бронзові медалі з футболу — 1936

### Молодіжна збірна
- Бронзова медаль чемпіонату Європи — 1998

### Жінки
Чемпіонати світу
- Золота медаль чемпіонату світу — 1995
- Срібна медаль чемпіонату світу — 1991

Олімпійські ігри
- Золота медаль Олімпійських ігор — 2000

Чемпіонати Європи
- Золоті медалі чемпіонату Європи — 1987, 1993
- Срібні медалі чемпіонату Європи — 1989, 1991, 2005, 2013
- Бронзова медаль чемпіонату Європи — 2001

## Президенти
- 1902—1903 Артур Нордлі
- 1903—? Еміл Веттергреен
- 1907—1908, 1912—1914 Карл Фроліх Ганссен
- 1918—1920 Карл Еміль Крістіансен
- 1930—1934 Пер Скоу
- 1934—1940? Асб'єрн Гальворсен
- 1936—1949, 1953—1955 Б'єрн Гульбрансен і Рейдар Даль
- 1949—1953 Гаральд Евенсен
- 1959—1960 Аксель В. Флоєр
- 1963—1965 Йорген Яаре
- 1966—1970 Одд Евенсен
- 1970—1980 Ейнар Йорум
- 1980—1987 Елдар Гансен
- 1987—1992, 1996—2004 Пер Равн Омдаль
- 1992—1996 Одд Флаттум
- 2005—2010 Сондре Кафьорд
- 2010—2016 Інгве Галлен
- 2016—н.ч. Терйе Свендсен